# Río Colville
El río Colville (en inglés: Colville River; en iñupiaq: Kuukpik) es un importante río costero de la vertiente ártica de los Estados Unidos, un río de aproximadamente 560  km de longitud que discurre únicamente por Alaska. Es uno de los principales ríos septentrionales de América del Norte y drena un área remota y despoblada de tundra en el lado norte de la cordillera Brooks completamente por encima del círculo polar ártico. El río está congelado durante más de la mitad del año y provoca inundaciones cada primavera.
De acuerdo con el Servicio Geológico de Estados Unidos, en 1837 los exploradores británicos Peter Warren Dease y Thomas Simpson nombraron el río por Andrew Colvile (1779-1856), el entonces gobernador de la Hudson's Bay Company, cuyo apellido escribieron erróneamente "Colville".

## Geografía
El río Colville nace en la vertiente norte de las montañas De Long, en el extremo occidental de la cordillera Brooks, al norte de la divisoria continental en la esquina suroeste de la Preserva Nacional de Petróleo (National Petroleum Reserve). Fluye inicialmente en dirección norte, luego hacia el este a través de las colinas en el lado norte de la cordillera, ensanchándose a medida que recibe la afluencia de muchos afluentes que descienden de la cordillera Brooks Media. A lo largo de su curso medio, forma la frontera sureste de la Preserva Nacional del Petróleo. En el poblado Iñupiat de Umiat gira hacia el norte para fluir a través de la llanura ártica, entrando en el oeste del mar de Beaufort en un amplio delta cerca de Nuiqsut, aproximadamente a 190 km al oeste de Prudhoe Bay.
Con unas dimensiones de 32 por 37 por 42 km, el delta triangular del río incluye 34 distributarios, cada uno con su propia boca, en las épocas de agua normal. Durante el agua alta, el número de distributarios puede llegar a 5.000. El distributario más grande es el Canal Nechalic, que fluye a través de Nuiqsut.
El valle del río contiene yacimientos de petróleo y gas natural sin explotar. Una propuesta actual del Estado de Alaska para realizar un puente cerca de Nuiqsut sería el primer cruce fluvial importante en un río de América del Norte al norte del círculo polar ártico.
Los principales afluentes del río son los siguientes: Itkillik (350 km), Anaktuvuk (217 km), Chandler (160 km), Killik (169 km), Oolamnagavik (61 km), Kurupa (130 km), Awuna (320 km), Etivluk (90 km), Ipnavik (109 km), Kuna (80 km) y Nuka (80 km).

## Vida salvaje

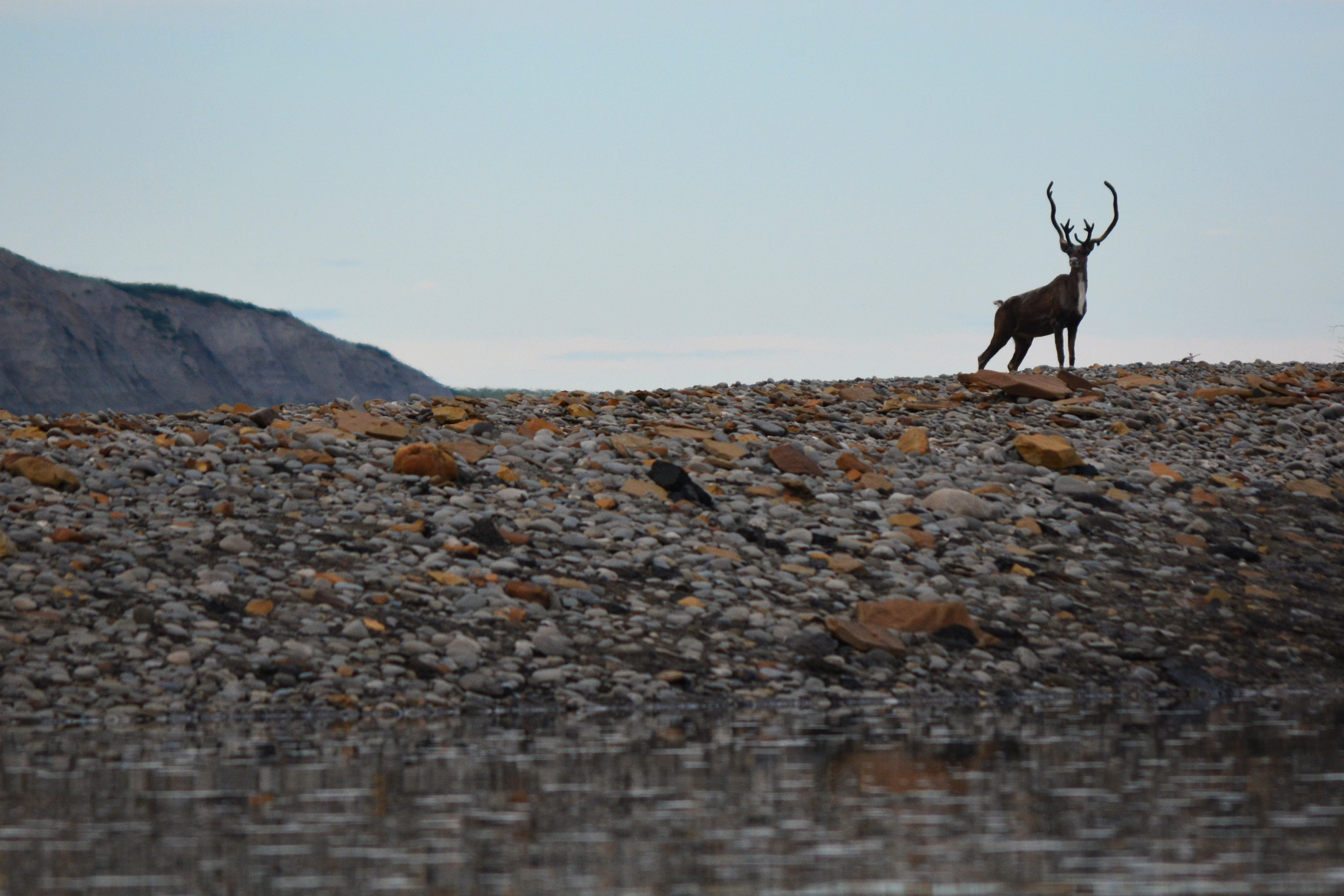
Un caribú de pie en las orillas del río Colville. Miles de caribús viven en o alrededor del río durante los meses de verano, y proporcionan una fuente tradicional de alimentos de subsistencia para las comunidades Inupiat de la región.

El río Colville y sus colinas adyacentes son el hogar de una gran variedad de vida silvestre del Ártico. El Colville corre a través de la cordillera de las manadas de caribúes Teshekpuk y Central Arctic, por lo que es un punto de referencia y un obstáculo de una de las mayores migraciones de animales del mundo. También es el hogar de osos pardos y, más cerca de la costa del Ártico, de osos polares.
El río Colville ha sido llamado «el cielo del halcón» (hawk heaven) por su increíble concentración de halcones peregrinos, gerifaltes y águilas reales. Los escarpados acantilados, sueltos del río Colville proporcionan hábitat de anidación de muchas aves.

## Paleontología

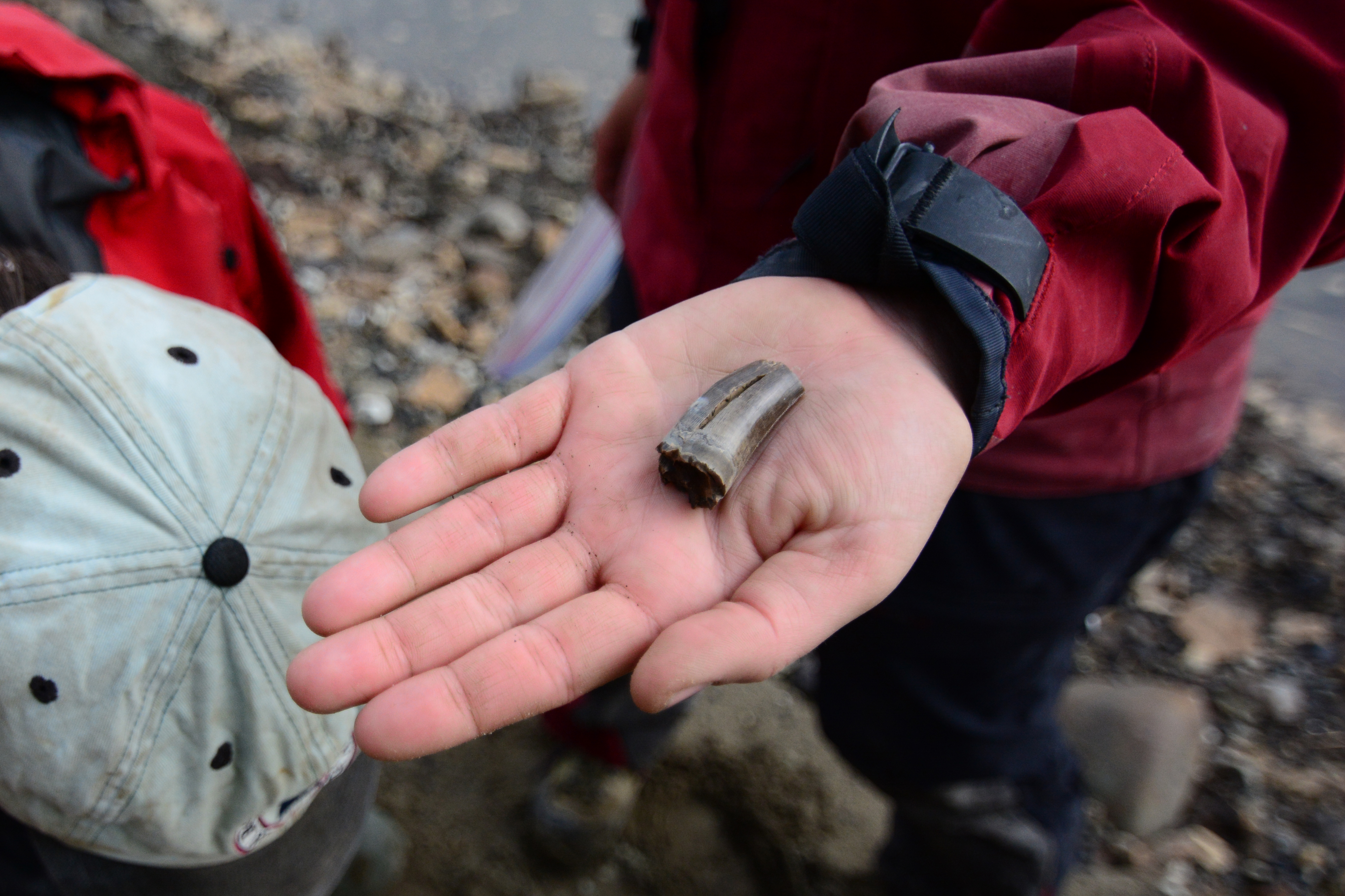
Un paleontólogo sostiene un recién descubierto fósil de diente de dinosaurio en el río Colville. La erosión anual de los desmoronados acantilados del río Colville causa que los fósiles se derramen sobre las riberas de los ríos cada año. Se requiere un permiso científico emitido por el gobierno para la recolección de fósiles.

En 1961, Robert Liscolm, un geólogo de la Shell Oil, descubrió fósiles de dinosaurios en varios lugares mientras reconocía el río Colville. Sin embargo, sus descubrimientos fueron recibidos con incredulidad y desconfianza por la comunidad paleontológica debido a la ubicación tan septentrional del sitio, y Liscolm murió al año siguiente en un deslizamiento de rocas mientras continuaba su exploración del Colville. A mediados y finales de los años 1980, las notas de Liscolm fueron redescubiertas y los paleontólogos volvieron a los sitios de Liscolm y encontraron muchos más fósiles de dinosaurios y huellas. Hoy en día, los acantilados del río Colville son ampliamente reconocidos como una de las regionesmás ricas en fósiles en el Ártico, con enormes cantidades de fósiles de dinosaurios del Cretácico. Las muestras recogidas en el Colville incluyen terópodos, anquilosaurios, albertosaurus, pachyrhinosaurus, Gorgosaurus y hadrosaurios.
Los fósiles, que jurídicamente se describen como cualquier signo o vestigio de vida antigua, solo se pueden recoger en tierras públicas con un permiso expedido por el gobierno. La retirada ilegal de fósiles en el río Colville, u otros terrenos públicos, puede exponer al infractor a elevadas multas o penas de prisión.

## Actividad humana

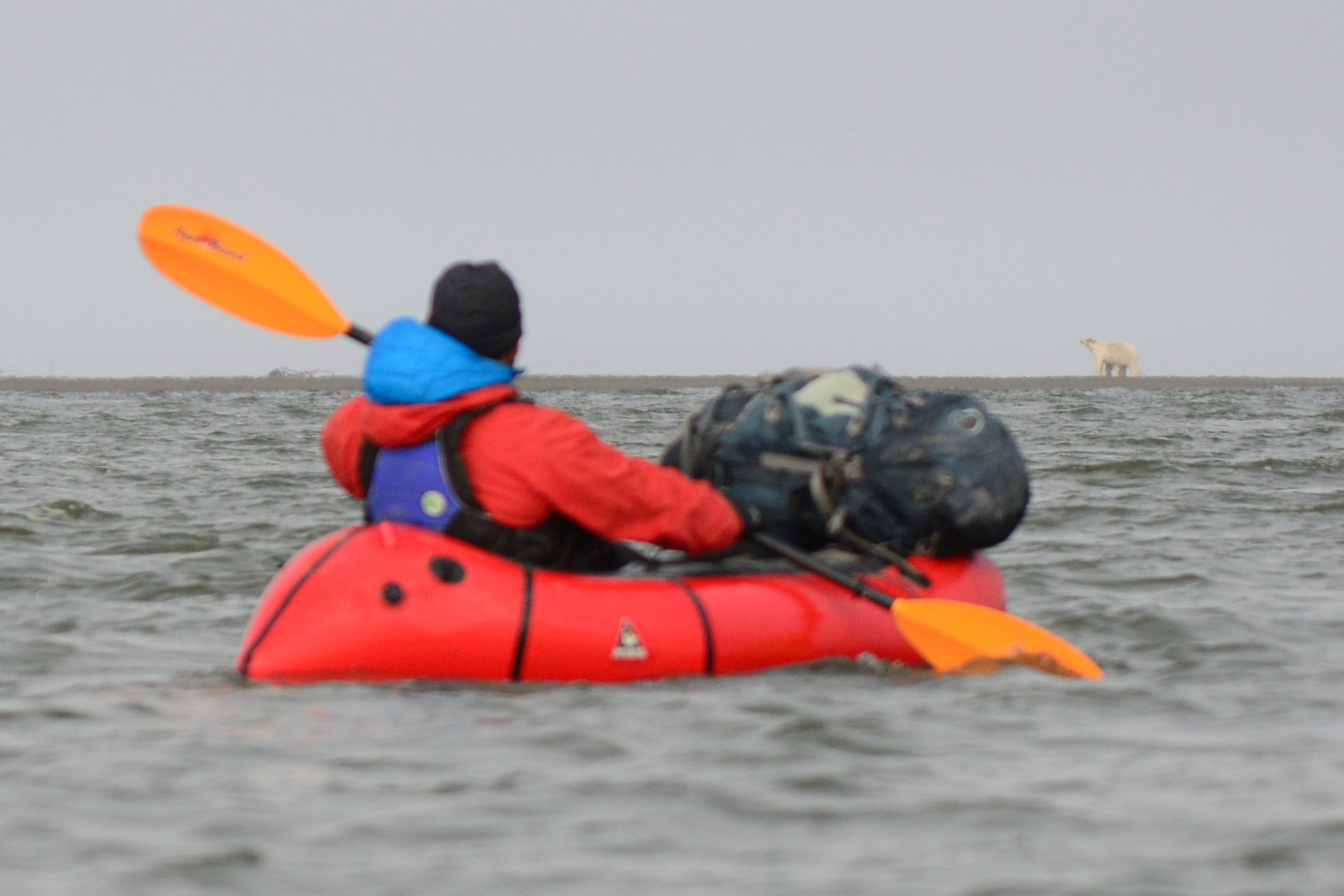
Packrafter Brett Woelber de la Expedición Arguk rema cerca de un oso polar en el delta del río Colville.

En una región prácticamente sin carreteras, el río Colville sirve como una de las vías de transporte en la Alaska ártica. En el verano, pequeñas lanchas a motor transportan cazadores indígenas de subsistencia, paleontólogos, geólogos y otros que trabajan o cazan en la región. Cuando el río se congela durante el invierno hasta tener un espesor adecuado, puede ser utilizado como una carretera de hielo para llevar suministros, como se ha visto durante la cuarta temporada de la serie Ice Road Truckers del The History Channel. Un número muy pequeño de
navegación recreativa navegá por el Colville anualmente, aunque la gran lejanía, las duras condiciones, la relativa falta de centros de transporte aéreo y la presencia de osos polares hacen la navegación de recreo un verdadero desafío.